# سید امرالله شاه‌ابراهیمی
سید امرالله شاه‌ابراهیمی (۱۳۰۲ در صحنه - ۱۳۸۲ در صحنه) موسیقی‌دان، کلام‌خوان، مقام‌دان و نوازندۀ تنبور و روایتگر راستین مکتب تنبور صحنه، اهل ایران بود.و همچنین یکی از شخصیت‌های دینی یارسان بود. امرالله شاه‌ابراهیمی در دهۀ ۱۳۵۰ که تنبورسازی فقط منحصر به منطقۀ کرمانشاه و مراسم مذهبی و آیینی یارسان بود، فعالیت‌های مفید و مؤثری انجام داد تا این ساز را به دیگران معرفی کند. از وی به عنوان یکی از برجسته‌ترین تنبورنوازان و مقام‌دان‌های معاصر و نیز «اسطورۀ تنبور نوازی یاد شده‌است.

## زندگی
سید امرالله شاه‌ابراهیمی در ۱۳۰۲ در صحنه در استان کرمانشاه در خانواده‌ای از خاندان شاه‌ابراهیمی که از مسندنشینان یارسان بودند به دنیا آمد. پدرش سید لطف‌الله شاه‌ابراهیمی از رهبران یارسان و استادان برجستۀ تنبور بود که به اولین استاد او تبدیل شد. امرالله شاه‌ابراهیمی علاوه بر پدرش نزد تنبورنوازانی مانند درویش سعدی، سید هادی اجاق، سیدآقاعزیز ذوالنوری و حسین روحتافی به شاگردی پرداخت و دانش خود را در زمینۀ موسیقی و نوازندگی تنبور تکمیل کرد.  
امرالله شاه‌ابراهیمی علاوه بر تنبور، سازهای تار و سه‌تار را نیز نزد سیداحمد اعتضادی که از شاگردان درویش‌خان بود آموخت. شاه‌ابراهیمی در دهۀ پنجاه با تشویق «وزارت فرهنگ و هنر» اولین کلاس رسمی آموزش تنبور را در شهر صحنه در استان کرمانشاه برپا کرد.

## تاثیرات و شاگردان
از امرالله شاه‌ابراهیمی به عنوان تاثیرگذارترین تنبورنواز معاصر یاد شده‌است. تا قبل از او، تنبور بیشتر به صورت تکنوازی و فقط در کرمانشاه و در مراسم جم یارسان نواخته می‌شد، اما شاه‌ابراهیمی در سال ۱۳۵۲ با تشکیل «گروه تنبورنوازان» که همگی از شاگردان خودش بودند، توانست تنبور را به مجامع هنری در سایر نقاط ایران و جهان معرفی کند.  
امرالله شاه‌ابراهیمی به همراهی «گروه تنبورنوازان» در جشنواره‌های موسیقی کُردی در تالار رودکی، جشن فرهنگ و مردم در اصفهان و برنامۀ موسیقی عرفانی در تالار چهل‌ستون کنسرت‌هایی را برگزار کرد. این کنسرت‌ها اولین اجراهای موسیقی تنبور به صورت گروه‌نوازی بود که باعث شناساندن این ساز و موسیقی همراه با آن به مردم دیگر نقاط ایران شد. 
در سال ۱۳۵۹ «گروه تنبور شمس» به سرپرستی کیخسرو پورناظری و «گروه باباطاهر» به سرپرستی سید خلیل عالی‌نژاد تشکیل شد. این گروه‌ها از «گروه تنبورنوازان» منشعب شدند و هر دو از شاگردان امرالله شاه‌ابراهیمی بودند.
بسیاری از تنبورنوازان برجستۀ معاصر از شاگردان سیدامرالله محسوب می‌شوند که از میان آن‌ها می‌توان به سید خلیل عالی‌نژاد، کیخسرو پورناظری، سید قاسم حقیقت‌نژاد، سید یحیی رعنایی، سید فرامرز رعنایی، معصوم شربتی، سید آرش شهریاری و ادیب شاه‌ابراهیمی اشاره کرد.

## آلبوم‌ها
از امرالله شاه‌ابراهیمی یک آلبوم موسیقی با عنوان «سماع» منتشر شده که ۱۳ قطعه از تکنوازی‌های او از مقام‌های تنبور را شامل می‌شود.

## درگذشت
سید امرالله شاه‌ابراهیمی در سال ۱۳۸۲ در سن ۸۰ سالگی در شهر صحنه درگذشت.